# مستوره رحمانی
مستوره رحمانی (فارسی: مستوره رحمانی؛ زادهٔ) بازیکن فوتبال است.
وی همچنین در تیم ملی فوتبال زنان ایران بازی کرده‌است.